# 亞辛·布努
亞辛·布努（阿拉伯語：ياسين بونو；1991年4月1日—）是一位出生于加拿大的摩洛哥足球运动员，現效力於沙特职业足球联赛球隊希拉爾，司职守門員。儘管布努出生並成長於加拿大，但他選擇依照父母的國籍而為摩洛哥效力。當前世界級頂級門將之一。

## 球會生涯
布努出生在加拿大蒙特利尔。布努在年幼的時侯便搬到摩洛哥，並在2011年被提拔到韋達競技會一線隊之後便作出了他職業生涯的首次亮相。在2012年6月14日，他加盟到了西甲的豪門马德里竞技，他最初被俱樂部分配到西乙的馬德里競技B隊。
布努經常出現在B隊的第三隊，並在2013年5月31日與床單軍團簽署了一項新的為期四年的合約。在2014年的夏天，由於一隊的正選門將和後備門將相繼離隊後，他被提升到一隊的主要陣容。
布努在2014年7月24日首次為床單軍團一隊上陣，協助俱樂部在季前熱身賽中以1-0擊敗努曼西亚。
2020年9月4日，布努與塞維利亞足球俱樂部簽訂了一份為期四年的永久合約。2021年3月21日，在對陣皇家巴利亞多利德的比賽的最後一分鐘，他打進了他作為職業守門員的第一個進球，確保1-1平局。
2023年6月1日，在對陣羅馬的歐霸盃決賽，正規時間雙方戰成1-1平手，布努在點球大戰多次關鍵撲救，助球隊以點球4-1，總比分5-2擊敗羅馬奪冠，博諾也獲選成為該場比賽的最佳球員。
2023年8月18日，布努加盟沙特联赛球队沙特希拉爾足球俱樂部，与球队签约至2026年6月。据足球记者法布里奇奥·罗马诺报道，此次转会费约为2100万欧元。记者Ben Jacobs表示，布努在利雅得新月的年薪为1000万欧元。
2025年6月19日，世俱盃小組賽對陣皇馬，布努出色的發揮助利雅德新月1-1逼平皇馬，其中在89分鐘撲出巴爾韋德的點球尤為關鍵。2025年7月1日，世俱盃16強對陣曼城，布努在本場貢獻10撲救，助隊在延長賽4-3淘汰曼城，成為該屆世俱盃亞洲唯一晉級8強的俱樂部。

## 國家隊生涯
布努替摩洛哥U20參加2012年土倫杯國際足球邀請賽，並正選上陣一次。他也被選入2012年夏季奧林匹克運動會摩洛哥U2318人大名單，但他只能作為穆罕默德·阿姆西夫的替補。
2013年8月14日，布努入選摩洛哥對陣布吉納法索的友誼賽的大名單，這也是他首次入選成年国家队。在下半場以替補身份上陣，但國家隊最終以1-2不敵對手。
2022年國際足協世界盃淘汰賽八分之一决赛对阵西班牙，布努助摩洛哥點球大戰3-0完封西班牙，使得摩洛哥歷史上首次晉級四分之一決賽。随后布努在四分之一决赛对阵葡萄牙的比赛里亦多次化解对方的進攻，並且以1-0戰勝葡萄牙首次晉級準決賽，也是非洲首次有國家隊晉級世界盃4強。

## 榮譽

### 俱樂部
韋達競技會
- 摩甲冠軍：2009–10[9]

馬德里競技
- 西甲冠軍：2013–14
- 西班牙超級盃冠軍：2014

塞維亞
- 歐霸盃冠軍：2019–20、2022–23

 希拉爾
- 沙特超級盃冠軍：2024[10]
- 沙烏地職業足球聯賽冠軍：2023–24

### 國家隊
摩洛哥
- 世界盃殿軍：2022

## 外部連結
- BDFutbol檔案（页面存档备份，存于） （英文）
- 亞辛·布努在 National-Football-Teams.com 上的出场纪录
- Soccerway檔案 （页面存档备份，存于） （英文）